# Rosa Papier

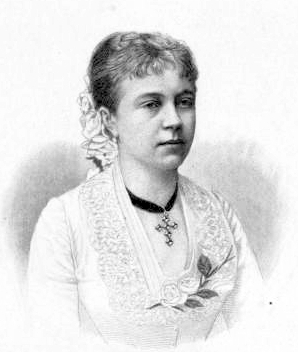
Rosa Papier

Rosa Papier (verehelichte Paumgartner; * 18. September 1858 in Baden bei Wien; † 9. Februar 1932 in Wien) war eine österreichische Opernsängerin und Gesangspädagogin.

## Leben
Das Talent von Rosa Papier wurde vom damaligen Kaplan Pater Lambert Karner entdeckt und gefördert. Danach war sie Schülerin von Mathilde Marchesi in Gesang sowie des Komponisten und Musikschriftstellers Hans Paumgartner in Musiktheorie, den sie später auch heiratete. Die Mezzosopranistin war von 1881 bis 1891 an der Wiener Hofoper tätig. Sie brillierte als Wagner-Interpretin und war eine gefeierte Liedsängerin. So trat sie in der Wiener Erstaufführung von Tristan und Isolde als Brangäne auf. 1891 musste sie ihre Bühnenlaufbahn auf Grund einer schweren Influenza, welche einen Stimmverlust zur Folge hatte, beenden.
In Innsbruck wurde sie das einzige  weibliche Mitglied des Akademischen Gesangsverein.
1892 wurde Rosa Paumgartner Professorin am Konservatorium der Gesellschaft der Musikfreunde in Wien und unterrichtete Gesang. Die bekannten Wagner-Sängerinnen Anna Bahr-Mildenburg und Helene Wildbrunn sowie Rose Pauly zählten zu ihren Schülerinnen. Sie gehörte dem Freundeskreis um Gustav Mahler an und setzte sich für dessen Berufung zum Direktor der Wiener Hofoper 1897 ein. Der Musikwissenschaftler und Dirigent Bernhard Paumgartner war ihr Sohn.
1955 wurde die Papiergasse in Wien-Liesing nach ihr benannt.

## Schülerinnen
- Melanie Domenego
- Helene Offenberg
- Anna von Mildenburg
- Olga Bauer-Pilecka
- Josefine Vettori
- Sabine Kalter[2]